# Adelândia
Adelândia est une municipalité brésilienne de l'État de Goiás et la microrégion d'Anicuns.